# 斯帕克 奧德賽21
斯帕克 奧德賽21(英文:Spark Odyssey 21)，簡稱奧德賽21，是由斯帕克為Extreme E錦標賽設計的電動越野賽車。在2021年沙漠X-Prix上首次出賽，是Extreme E的統一參賽用車，所有參賽車隊必須使用本車。

## 研發與推廣過程

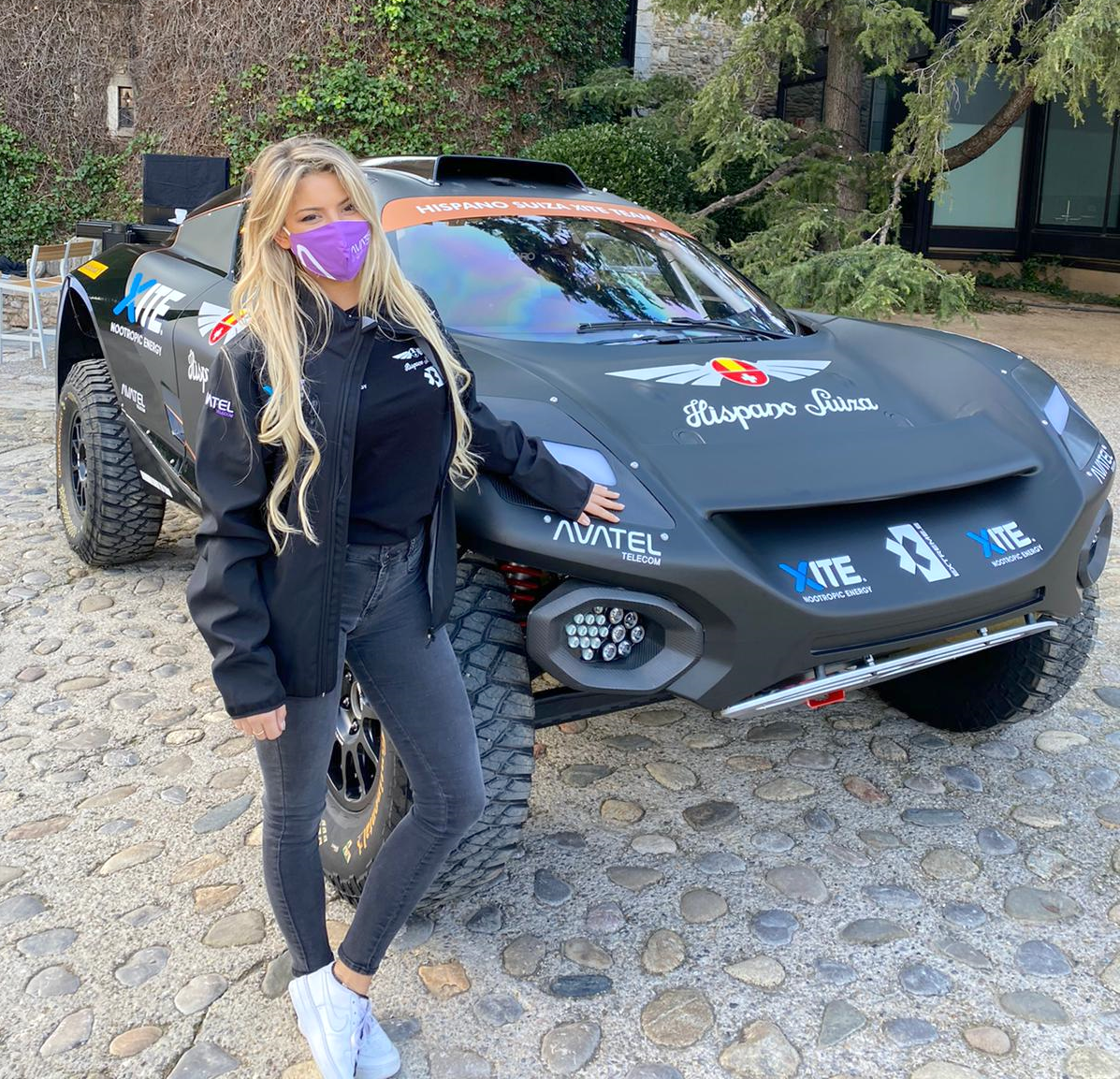
克里斯汀·詹保利·宗卡與伊斯帕諾·蘇薩 西特能源車隊的奧德賽21合照。

2018年8月，電動方程式首次宣布將運營全新的“Extreme E”電動SUV系列賽，將在喜馬拉雅山脈和北極地區等具有挑戰性的地點和地形比賽，並將以統一規格系列賽的形式比賽，開放研發的領域有限，只包括電動引擎和車身。賽車將是統一規格，並且賽車將會是公路SUV車型的模型。
2019年2月1日，賽會宣布這些賽車將使用電動方程式錦標賽開發的技術，統一規格的部件包括底盤、電池、懸架、ECU 和其他軟件，FE動力總成馬達將由車隊自由選擇使不使用官方提供的部件。電動方程式的賽車製造商斯帕克也將被宣佈為 XE 基礎車體的製造商。在同一次宣佈中，系列賽將採用客戶團隊的方式，所有引擎製造商都可以自由地將其動力系統以上限價格出售給最多兩個客戶車隊。
2019年4月23日，賽會發布了一份聲明，其中詳細說明了斯帕克的工作。斯帕克將製造了賽車的管狀鋼架、碰撞結構和防滾架，以及懸架和減震器、制動和轉向系統。而車隊需要自己製造的車身部件包括引擎罩、側裙板、燈和前後保險槓。
2019年7月5日，在古德伍德速度節上，Extreme E揭曉了他們的賽車，名字為奧德賽21。它採用鈮強化合金鋼管車架、防撞結構和防滾架，而冬季和夏季的輪胎將由合作夥伴大陆輪胎提供。同一天，斯帕克技術總監提奧菲爾·古津(Theophile Gouzin)透露，該車將於9月前往拉圖城堡等多個世界拉力錦標賽和達喀爾拉力賽的賽道進行測試，為2021年的比賽做準備。在那週末期間，這輛車還在古德伍德爬坡賽道上進行了演示，由斯帕克-雷諾 SRT 01E的電動引擎提供動力。
該車輛於2020年1月在沙特阿拉伯舉行的2020年達喀爾拉力賽期間進行了試跑。比賽開始前一天，嬌蘭·奇切里特在試車期間駕駛這輛車。肯·布洛克應主辦方A.S.O.的邀請作為嘉賓駕駛奧德賽21參加了在哈拉德至奇迪亚之間的最後賽段的比賽。